# Roznîci, Manevîci
Roznîci (în ucraineană Розничі) este un sat în comuna Starosillea din raionul Manevîci, regiunea Volînia, Ucraina.

## Demografie
Componența lingvistică a localității Roznîci
     Ucraineană (99,38%)
     Alte limbi (0,62%)
Conform recensământului din 2001, majoritatea populației localității Roznîci era vorbitoare de ucraineană (99,38%), existând în minoritate și vorbitori de alte limbi.